# Hermann Grubert
Hermann Grubert (* 1807 in Breslau; † Oktober 1874 in Kanth) war ein deutscher Richter und Politiker.

## Leben
Grubert studierte Rechtswissenschaft an der Schlesischen Friedrich-Wilhelms-Universität. 1836 wurde er Oberlandesgerichtsassessor, 1844 Land- und Stadtgerichtsrat in Schneidemühl, 1845 Stadtgerichtsrat in Breslau. 1870 trat er in den Ruhestand, den er in Breslau und zuletzt in Kanth verbrachte.
1848 war Grubert Mitgründer des Demokratisch-Konstitutionellen Clubs in Breslau. Vom 31. Mai 1848 bis 30. Mai 1849 gehörte er der Frankfurter Nationalversammlung an (Donnersberg, Märzverein). Er wählte Friedrich Wilhelm IV. zum Deutschen Kaiser.